# Botanophila anane
Botanophila anane este o specie de muște din genul Botanophila, familia Anthomyiidae. A fost descrisă pentru prima dată de Walker în anul 1849. Conform Catalogue of Life specia Botanophila anane nu are subspecii cunoscute.